# محوطه کاودانه
محوطه کاودانه مربوط به نیمه دوم هزاره اول قم است و در شهرستان کامیاران، روستای کاودانه واقع شده و این اثر در تاریخ ۱۰ مهر ۱۳۸۰ با شمارهٔ ثبت ۴۰۰۹ به‌عنوان یکی از آثار ملی ایران به ثبت رسیده است.